# 织田长则
织田长则（日语：／ Oda Naganori，？—1631年8月1日），是日本江户時代初期到前期的外樣大名，名字又记作长次，通称孙一郎。为美浓国野村藩第二代藩主，初代藩主織田長孝的长子，长孝系织田家第二代。

## 略歴
长则于慶長十一年（1606年）父亲死后继承了野村藩藩主之位。元和六年（1620年）被任命为大坂城的普请助役，帮助建设大坂城。宽永三年（1626年）跟随三代将军德川家光上洛。
长则于寛永八年七月四日（1631年8月1日）去世，法号徹叟全英。因为长则没有可以继承藩主之位的嗣子，所以野村藩被废藩。